# Siduri
Siduri ist eine Göttin der altbabylonischen Zeit. Ihr Name bedeutet so viel wie „Sie ist mein Schutz“ bzw. in hurritischer Schreibung „Junge Frau“.
Erste Erwähnung findet sie in altakkadischen Inschriften. Ab der mittelbabylonischen Zeit wird sie mit Ishtar und Ninkasi gleichgesetzt. Entsprechend gilt sie als kleine Göttin der Schankwirte und Brauer aber auch der Weisheit. Ihr ist die Hymne „Königin von Nippur“ gewidmet,  in der viele Aufforderungen zum Glauben und Frömmigkeit genannt werden, wie „sucht keinen anderen Gott“ oder „hört auf die Weisungen der Götter“. Ihre bekannteste Rolle ist die als weise Ratgeberin im Gilgamesch-Epos.

## Carpe Diem
Die Weisung der Siduri gilt als ältester Beleg für das Carpe-Diem-Konzept in der Literatur. Sie gibt Gilgamesch folgenden Rat:

„Gilgamesch, wohin läufst du?
Das Leben, das du suchst, wirst du nicht finden!
Als die Götter die Menschen schufen,
Bestimmten sie für die Menschen den Tod,
Das Leben behielten sie in ihrer Hand!
Drum Gilgamesch, fülle deinen Leib,
Freue dich bei Tag und Nacht,
Feire jeden Tag ein Freudenfest!
Tag und Nacht spring und vergnüge dich!
Zieh reine Kleider an,
Wasche dein Haupt und bade dich im Wasser,
Schau froh auf das Kind, das dich an der Hand hält,
Und dein Weib freue sich in deinen Armen!“

Dieses Zitat wurde in der Standardversion des Gilgamesch-Epos entfernt, ist aber in anderen Fassungen, z. B. der Assyrischen Fassung aus Niniveh, enthalten. Wahrscheinlich wurde die Passage entfernt, um nachträglich die Sintflutgeschichte des Atraḫasis-Epos in das Gilgamesch-Epos zu integrieren.

## Auszug aus dem Gilgamesch-Epos
Gilgamesch gelangt ganz im Westen zum Eingang des Weges der Sonne durch die Unterwelt. Den Skorpionmenschen, die den Eingang bewachen, berichtet er von seinem Vorfahren Utnapishtim, den er zum Geheimnis des Lebens befragen will. Sie sagen, dass den 12 Wegstunden langen Sonnentunnel noch niemand durchschritten habe und lassen Gilgamesch hineingehen. Er erreicht rechtzeitig vor Sonnenaufgang den Ausgang und gelangt von dort zu einem Garten voller Edelsteinbäume. Dieser liegt nahe an einem Meer, an dessen Ufer eine Schenke steht. Die Schenkin Siduri sieht Gilgamesch von Weitem kommen.

„1 Siduri, die unten am Meer wohnt – sie wohnt da und unterhält eine Kneipe. 4 Tief ist sie in eine Decke gehüllt, verdeckt von einem Schleier ist ihr Gesicht. 5 Gilgamesch streifte umher und schaute sich um zwischen den Edelsteinbäumen.10 Die Wirtin schaut zu ihm in die Ferne, 12 mit sich selbst zu Rate gehend: 14 „Von wo nur steuert er geradewegs auf mein Tor?“ 16 Ihr Tor verschloss sie und stieg aufs Dach hinauf.“

Gilgamesch tritt heran und droht, die Tür einzuschlagen, so bittet sie ihn lieber zu sich hinein. Nachdem er ihr vom Tode seines Freundes Enkidu und seiner Suche nach dem ewigen Leben berichtet, erbarmt sie sich seiner und erklärt ihm den weiteren Weg: Um Utnapishtim zu begegnen (der auf einer weit im Meer gelegenen Insel lebt), muss er das Todesgewässer überqueren; allein Urschanabi, der Fährmann der Steineren, könne ihm hierbei helfen ...

## Siduri in anderen Kulturen
Siduri scheint in verschiedenen Kulturen des vorderen Orients verschiedene Rollen bekleidet zu haben. Ein Hinweis ist dabei schon die Änderung ihres Namens von Siduri „Sie ist mein Schutz“ zu der hurritischen Version Šiduri „junge Frau“. Lambert sieht diese Wandlung mit der allmählichen Assimilierung durch Ishtar verbunden.
Viele Autoren sehen Siduri auch als Vorlage für Kirke, die ähnliche Ratschläge Odysseus, dem Helden der Odyssee, erteilt. Dementsprechend wird vermutet, dass das Konzept auf mesopotamische Wurzeln zurückgeht.